# Казанский, Василий Михайлович
Васи́лий Миха́йлович Каза́нский (22 апреля 1922 — 19 января 2011) — советский физик-практик, профессор, заслуженный деятель науки и техники Российской Федерации, почетный академик Российской академии электротехнических наук.

## Биография
В 1939 году поступил в Московский энергетический институт, прервал обучение в 1942 году и ушёл добровольцем на фронт Великой Отечественной войны.
После окончания войны вернулся к обучению. Получил диплом в 1949 год, и сразу же пошёл в аспирантуру, в 1952 году защитил кандидатскую диссертацию.
В 1956 году отправляется работать в недавно созданный Новосибирский электротехнический институт на должность заместителя директора по учебной работе. В институте занимается созданием и комплектацией Кафедры теоретических основ электротехники, которую возглавлял с 1957 по 1988 годы.
В 1967 году создает в институте ТОЭ отраслевую научно-исследовательскую лабораторию «Электрические машины нетрадиционных конструкций». Результатами деятельности лаборатории становятся: глубокорегулируемый электропривод для станков с числовым программным управлением, приводы копирующего манипулятора для нужд атомной промышленности, дисковые электродвигатели для электроприводов промышленного робота типа «ТУР», специальные электродвигатели для телеуправляемого подводного робота, используемого экологическими экспедициями в Балтийском и Северном морях, а также ряд разработок для военной промышленности СССР.
За время научной деятельности Казанским было написано более 170 научных статей и 2 монографии, получено более 70 патентов на различные изобретения.
Скончался в Новосибирске. Прах похоронен в колумбарии Заельцовского кладбища.
Внучка - Ася (Анна Владимировна) Михеева, кандидат философских наук.

## Труды
- Беспазовые электродвигатели малой мощности [Текст] : Автореферат диссертации на соискание ученой степени доктора технических наук. (230) / Моск. энерг. ин-т. - Москва : [б. и.], 1971. - 67 с.